# Videotheek

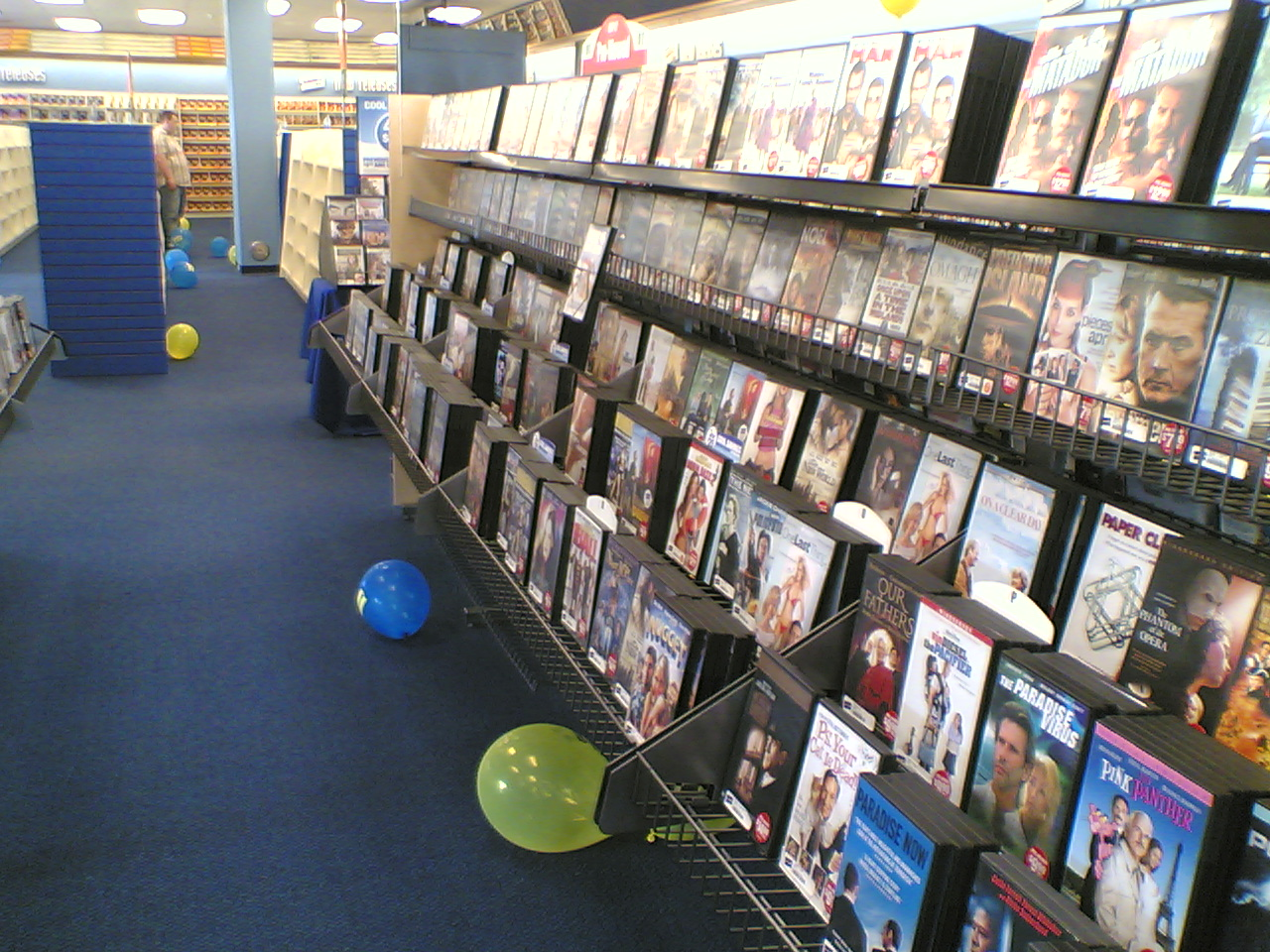
Videotheek in Iowa, Verenigde Staten

Een videotheek is een bedrijf dat voorbespeelde beelddragers (voornamelijk dvd's en voorheen ook videobanden) verhuurt aan particulieren.
Op het moment dat de bezoekersaantallen van een film in de bioscoop begonnen terug te lopen, kwam die film in het assortiment van de videotheek terecht, meestal eerst als duurdere dagfilm en later als goedkopere  weekfilm. 
Naast algemene videotheken waren ook videotheken die bijvoorbeeld uitsluitend filmhuisfilms verhuren, of uitsluitend erotische films.
In de jaren 80 nam het aantal videotheken sterk toe dankzij de komst van de videorecorder. De videotheken boden verschillende videoformaten aan (Betamax, VHS, Video 2000). In de jaren 90 richtten de videotheken zich meer op VHS en cd. In het begin van 21e eeuw verdreven dvd's en blu-rays de traditionele videobanden. 
Door internet, filesharing en video on demanddiensten verdwenen de meeste standaardvideotheken in de jaren 10 van de 21e eeuw. De overgebleven zaken zijn vaak uitgegroeid tot entertainmentwinkels met een breder assortiment, of tot online platforms zoals Videoland.

## Huurabonnement
Sommige videotheken hadden abonnementen voor een vast bedrag per maand waarmee men onbeperkt films kon lenen. Er was alleen een beperking van het aantal films dat men tegelijk te leen had.